# David Panáček
David Panáček (* 13. září 1975) je český basketbalista hrající Národní basketbalovou ligu za tým BK Děčín. Hraje na pozici křídla.
Je vysoký 200 cm, váží 91 kg.
V roce 2012 začal trénovat mladší minižáky U12 v klubu Snakes Ostrava, hned 1. sezónu byli 3. na MČR.
Od roku 2019 pořádá v Háji ve Slezsku basketbalový kemp a zároveň zde spolu se svými odchovanci založil nový tým BK Snakes Háj ve Slezsku, který se opakovaně umístil na 1. místě ve své lize.

## Kariéra
- 1998–2000 : Mlékárna Kunín
- 2000–2001 : BC Slavia Kroměříž
- 2001–2003 : BK Nymburk
- 2004–2005 : BK Opava
- 2005–2007 : BK Děčín

## Statistiky
| Sezóna   | Soutěž      | Odehrané minuty | Průměr na zápas | Body | Průměr na zápas |
| -------- | ----------- | --------------- | --------------- | ---- | --------------- |
| 1998/99  | Mattoni NBL | 573.1           | 15.1            | 211  | 5.6             |
| 1999/00  | Mattoni NBL | 685.8           | 16.3            | 255  | 6.1             |
| 2000/01  | Mattoni NBL | 783.4           | 26.1            | 390  | 13.0            |
| 2001/02  | Mattoni NBL | 239.3           | 9.2             | 122  | 4.7             |
| 2002/03  | Mattoni NBL | 676.8           | 17.4            | 303  | 7.8             |
| 2004/05  | Mattoni NBL | 989.9           | 34.1            | 495  | 17.1            |
| 2005/06  | Mattoni NBL | 876.3           | 21.9            | 469  | 11.7            |
| 2005/06  | Český pohár | 25.7            | 12.9            | 11   | 5.5             |
| 2006/07* | Mattoni NBL | 303.3           | 16.0            | 154  | 8.1             |

 *Rozehraná sezóna – údaje k 20.1.2007 